# 狐火の家
『狐火の家』（きつねびのいえ）は、角川書店から刊行された貴志祐介の推理小説。

## 概要
『防犯探偵・榎本シリーズ』の第2作。2005年から2007年の間に『野性時代』の間に収録された3編と書き下ろし1編を収録され、2008年に刊行、2011年に文庫化された。前作『硝子のハンマー』で使われずに溜まったトリックが使われているという。『硝子のハンマー』から榎本・純子の関係者である鴻野・今村も登場し、次作『鍵のかかった部屋』にも登場する劇団「土性骨」は本作「犬のみぞ知る Dog Knows」で初登場。

## 各章概要

### 狐火の家
初出：『野性時代』2005年11月号
狐火集落のある長野県荒神村の日本家屋内に住む西野家長女の中学3年生・愛美が殺害される事件が発生。玄関と縁側、勝手口は施錠されていた上に、玄関と勝手口は100ｍ先のリンゴ園の視界に入る場所にあり、唯一1階の窓が開いていたが、窓の下の草地は前日の雨でぬかるみ犯人の足跡が残されていないことから、第一発見者の父・真之に容疑が向けられてしまう。軽井沢で合コンを控えていた純子は今村の頼みで急遽、真之の弁護を担当することに。真之の妻・麻美の話から犯人が金のインゴッドを狙って西野家に侵入したことが判明、一度は一人で解決しようとした純子だが、最終的には密室の解明を榎本に託す。榎本は純子と共に検証をする中で、密室を破る方法を見出したが、それはさらなる事件への呼び水に過ぎなかった。
西野 真之
愛美の父親で西野家の大黒柱。愛美の遺体の第一発見者となり悲しみに暮れる。
西野 愛美
西野家長女、中学3年生。部活の朝練のため一人だけ親戚宅から早々に帰っていた。
西野 麻美
真之の妻。
西野 猛（たける）
西野家長男。高校卒業後は定職にも就かず、4年前に家出をし消息不明。その前に窃盗により警察の世話になっていた。
辻 登美子
西野家から100ｍ先にあるリンゴ園の農婦。
遠藤 晴彦
真之の友人。荒神村の郵便局員。真之にいい話（純子が言うには新手のマルチ商法）があるから出資を頼もうと西野家を訪ねたところ、愛美の遺体を抱えていた真之の姿を発見した。
斎田
荒神村の駐在所の巡査。駐在で飼っている引退した警察犬のカスパーに誇りを持っている。猛とは中学時代の同級生だった。
太田 淳一
長野県警捜査第一課 警部補。愛美が殺された事件を担当。どんなに自明なことでも可能性を一つ一つ潰して捜査する。
百瀬
　長野県警捜査第一課刑事。若輩ながらも些細な手がかりを見逃さない注意力を備え、切れ者と評判のいい。
平林
　真之の弁護を担当する弁護士。事件が密室の状況から弁護方針に困り、「レスキュー法律事務所」に助力を求めた。面倒事は他人に押し付け、底意地の悪い性格。
杉内 航太
猛の男友達。マリファナを嗜んでいる。里香が猛の住むアパートの部屋で殺された現場を発見し警察に通報した。
川窪 大志
猛の男友達。
山崎 里香
猛の元カノ。半同棲状態の時期があり、猛の部屋に忘れ物を取りに行こうとしたが、その猛の部屋で撲殺された。
鵜飼
警視庁東中野署 警部補。里香が殺された事件を担当する。榎本と面識がある。

### 黒い牙
初出：『野性時代』2007年2月号
依頼人の古溝から死んだ友人の桑島が遺したペットの譲渡を巡るトラブルについて相談を受けた純子。古溝から相続人である妻・美香がペットを殺すかもしれないと聞き美香の元に行った純子は、本当に殺すつもりだという彼女に、動物愛護法を説いて古溝が受け取る予定だと語る3匹のペットを渡すということで美香と話をつけた。そして古溝と美香と共にペットが管理されているアパートに行くことになったが、古溝の話しぶりから猫だと思われていたペットの正体は毒蜘蛛だった。蜘蛛は動物愛護法の対象に含まれていないにもかかわらず、美香に虚偽の説明をしてしまった形となり後には引けなくなった純子は、桑島がペットの毒蜘蛛に噛まれて死亡したことを聞く。しかし桑島の死んだ状況に疑問を抱いた純子は桑島の死が事故ではなく他殺だと直感し、榎本からの助言を借りながら、古溝と美香の2人の中にいる真犯人を突き止めようと考えを巡らす。
古溝 俊樹
東京都下の市役所職員。感情的で終始一貫しない子供っぽい話し方が難点。毒蜘蛛に対して狂信的な愛情を持ち、目に偏狂的な光を漂わせる。
桑島 美香
桑島の妻。裁縫が得意で、純子に家庭的な女性という印象を与える。大の蜘蛛嫌いながらも、生前の桑島から出張時に蜘蛛達の世話を任されていた。夫の桑島は有名な老舗の和菓子屋「胡蝶堂本舗」の御曹司でその企業の専務をしていた。

### 盤端の迷宮
初出：『野性時代』2007年11月号
鴻野刑事からホテルの一室でプロ棋士五段の竹脇が刺殺された事件の現場に呼び出された榎本。現場のドアにチェーンが掛かっており、外からチェーンを掛けられるかどうかの意見を求められる。だが外から施錠した痕跡はなく、犯人は鍵を持ち去り遺体発見を遅らせるためにドアの鍵を閉めたのに、わざわざチェーンを掛ける意図は見当もつかない状況にあった。そんな中、榎本は事情聴取のためにホテルに呼び出された、生前に竹脇を尋ねてホテルに電話を掛けていた女流棋士・奈穂子と出会う。奈穂子への虚栄のため、榎本は菜穂子と独自に調査を開始。その中で竹脇を殺す動機のある人物3人の話を聞くと同時に、鴻野から竹脇が生前に純子に法律相談しに来ていた事実を知らされる。やがて調査の末に榎本は、事件の犯人と不可解な密室にせざるを得なかった動機に目星をつける。
来栖 奈穂子
元女流棋士。竹脇の恋人。女は頭脳競技でも男に敵わないという者を見返すため、女流名人の地位を捨てて、奨励会に在籍し三段リーグを勝ち抜き四段を目指している。凛とした透明感から将棋界のアイドルとも言われ、知的で勝気かつ天然と言われそうな雰囲気から榎本に純子と重ねられる。
中野 秀哉
プロ棋士 四段。若手の有望株として注目される。竹脇とは親しかったが、奈穂子に好意を寄せていたことから感情のもつれがあった。
竹脇 伸平
プロ棋士 五段。闘志のある棋風と劣勢化でも逆転の一手を捻り出す姿勢で人気を集めていた棋士であり、先輩の棋士にも物怖じせずに意見もする将棋界の改革派だった。だが怨恨を集めやすい人物のようで、自身が批判した谷二郎八段やメイド喫茶勤務のストーカーの神保麻美など中野以外にも自身を殺す動機がある人物がいる。

### 犬のみぞ知る Dog Knows
初出：書き下ろし
かつて介護サービス会社社長殺害事件で関わったことがあり、現在劇団「土性骨」の劇団員となっている松本さやかから、自分が同劇団の座長・ヘクター釜千代（本名：中田実）が一升瓶で殺害された事件の容疑者にされるかもしれないと相談を受けた純子。さやか以外にアリバイが無いのは同劇団員の力八頓と飛鳥寺鳳也。飛鳥寺はヘクターが買っていた番犬・呑龍号にいつも吠えられるが、犯行のあった夜に呑龍号は全く吠えておらず、力はさやかと同様に呑龍号に吠えられないが犬アレルギーであり呑龍号に耐性が無く、犯行の翌日に力には発疹が出ていなかった。さやかに連れられ現場検証を開始した純子は「土性骨」の個性的な面々と遭遇、彼らは飛鳥寺にはヘクターを殺す動機が多数あったと証言する。団員全員が満場一致で飛鳥寺が犯人だという見解を指し示す中、事件の最終的な解決は榎本に委ねられた。
松本さやか
劇団『土性骨』の女優。以前は介護サービス会社の副社長秘書で、そこで起きた事件を通じて純子と知り合う。
飛鳥寺鳳也
劇団『土性骨』の俳優。主に2枚目役を演じることが多い劇団の看板俳優でチョイ役ながらテレビにもよく出ている。（本当か冗談かわからないが）地方の温泉に行ったところ酔った勢いで喧嘩した地元のチンピラを一升瓶で撲殺したという出来事をヘクターに弱みとして握られていたという。大の犬嫌い。
左 栗痴子
劇団『土性骨』の座付き作家。座長が殺されたことを舞台のネタにしようとするなどかなり不謹慎極まりない人物。
力 八噸
劇団『土性骨』の俳優。荒事担当。犬アレルギー。
吞龍号
ヘクター釜千代が自宅で飼っていた番犬。品種はスピッツ。さやかと力以外の者に対しては、知人・面識のない他人問わずに吠えまくり、とにかく食欲旺盛。